# كولدو أغيري
كولدو أغيري (بالإسبانية: Koldo Aguirre)‏ (27 أبريل 1939 في إسبانيا - 3 يوليو 2019) هو مدرب كرة قدم ولاعب كرة قدم إسباني في مركز الوسط. شارك مع منتخب إسبانيا ب لكرة القدم ومنتخب إسبانيا لكرة القدم. أما مع النوادي، فقد لعب مع أتلتيك بيلباو ونادي أليكانتي ونادي ساباديل.

## وصلات خارجية
- كولدو أغيري على موقع الاتحاد الدولي (مؤرشف)  (الإنجليزية)
- كولدو أغيري على موقع قاعدة بيانات كرة القدم.إي يو (الإنجليزية)
- كولدو أغيري على موقع ناشيونال فوتبول تيمز (الإنجليزية)